# Championnat NCAA de hockey sur glace
Depuis 1948, la National Collegiate Athletic Association (NCAA) encadre les tournois universitaires de hockey sur glace aux États-Unis. La plus haute des divisions du championnat masculin NCAA de hockey sur glace, la division I, comprend six conférences qui s'affrontent annuellement à l'occasion des séries éliminatoires. Depuis 1999, les demi-finales ainsi que la finale sont appelées Frozen Four, reprenant ainsi le titre officiel du championnat de basket-ball également tenu par la NCAA.
Depuis 1999, le championnat de Division II ne se tient plus faute de soutien financier. Le championnat de Division III se déroule toujours depuis 1984. Le championnat féminin se déroule sur le même format.

## Championnat de première division
Les conférences de 1re division sont au nombre de 6 et se compose de 8 à 14 équipes :
- Atlantic Hockey America (en)
  - A remplacé l'Atlantic Hockey Association après la saison 2023-2024. L'Atlantic Hockey Association a fusionné avec College Hockey America pour former la nouvelle conférence.
- Big Ten Conference
- Central Collegiate Hockey Association (CCHA)
- ECAC Hockey
- Hockey East
- National Collegiate Hockey Conference (NCHC)

| Année | Champion                                    | Score                                       | Finaliste                                   | Ville            | Patinoire                                           |
| ----- | ------------------------------------------- | ------------------------------------------- | ------------------------------------------- | ---------------- | --------------------------------------------------- |
| 1948  | Wolverines du Michigan                      | 8-4                                         | Big Green de Dartmouth                      | Colorado Springs | Broadmoor Arena                                     |
| 1949  | Eagles de Boston College                    | 4-3                                         | Big Green de Dartmouth                      | Colorado Springs | Broadmoor Arena                                     |
| 1950  | Tigers de Colorado College                  | 13-4                                        | Terriers de Boston                          | Colorado Springs | Broadmoor Arena                                     |
| 1951  | Wolverines du Michigan                      | 7-1                                         | Bears de Brown                              | Colorado Springs | Broadmoor Arena                                     |
| 1952  | Wolverines du Michigan                      | 4-1                                         | Tigers de Colorado College                  | Colorado Springs | Broadmoor Arena                                     |
| 1953  | Wolverines du Michigan                      | 7-3                                         | Golden Gophers du Minnesota                 | Colorado Springs | Broadmoor Arena                                     |
| 1954  | Engineers de Rensselaer                     | 5-4 (Pr.)                                   | Golden Gophers du Minnesota                 | Colorado Springs | Broadmoor Arena                                     |
| 1955  | Wolverines du Michigan                      | 5-3                                         | Tigers de Colorado College                  | Colorado Springs | Broadmoor Arena                                     |
| 1956  | Wolverines du Michigan                      | 7-5                                         | Huskies de Michigan Tech                    | Colorado Springs | Broadmoor Arena                                     |
| 1957  | Tigers de Colorado College (2)              | 13-6                                        | Wolverines du Michigan                      | Colorado Springs | Broadmoor Arena                                     |
| 1958  | Pioneers de Denver                          | 6-2                                         | Fighting Sioux du Dakota du Nord            | Minneapolis      | Williams Arena                                      |
| 1959  | Fighting Sioux du Dakota du Nord            | 4-3 (Pr.)                                   | Spartans de Michigan State                  | Troy             | RPI Field House                                     |
| 1960  | Pioneers de Denver                          | 5-3                                         | Huskies de Michigan Tech                    | Boston           | Matthews Arena                                      |
| 1961  | Pioneers de Denver                          | 12-2                                        | Saints de St. Lawrence                      | Denver           | University of Denver Arena                          |
| 1962  | Huskies de Michigan Tech                    | 7-1                                         | Golden Knights de Clarkson                  | Utica            | Utica Memorial Auditorium                           |
| 1963  | Fighting Sioux du Dakota du Nord            | 6-5                                         | Pioneers de Denver                          | Newton           | McHugh Forum                                        |
| 1964  | Wolverines du Michigan                      | 6-3                                         | Pioneers de Denver                          | Denver           | University of Denver Arena                          |
| 1965  | Huskies de Michigan Tech                    | 8-2                                         | Eagles de Boston College                    | Providence       | Meehan Auditorium                                   |
| 1966  | Spartans de Michigan State                  | 6-1                                         | Golden Knights de Clarkson                  | Minneapolis      | Williams Arena                                      |
| 1967  | Big Red de Cornell                          | 4-1                                         | Terriers de Boston                          | Syracuse         | Onondaga War Memorial                               |
| 1968  | Pioneers de Denver                          | 4-0                                         | Fighting Sioux du Dakota du Nord            | Duluth           | Duluth Entertainment Center                         |
| 1969  | Pioneers de Denver                          | 4-3                                         | Big Red de Cornell                          | Colorado Springs | Broadmoor Arena                                     |
| 1970  | Big Red de Cornell (2)                      | 6-4                                         | Golden Knights de Clarkson                  | Lake Placid      | Olympic Center                                      |
| 1971  | Terriers de Boston                          | 4-2                                         | Golden Gophers du Minnesota                 | Syracuse         | Onondaga War Memorial                               |
| 1972  | Terriers de Boston                          | 4-0                                         | Big Red de Cornell                          | Boston           | Boston Garden                                       |
| 1973  | Badgers du Wisconsin                        | 4-2                                         | Pioneers de Denver                          | Boston           | Boston Garden                                       |
| 1974  | Golden Gophers du Minnesota                 | 4-2                                         | Huskies de Michigan Tech                    | Boston           | Boston Garden                                       |
| 1975  | Huskies de Michigan Tech (3)                | 6-1                                         | Golden Gophers du Minnesota                 | Saint-Louis      | St. Louis Arena                                     |
| 1976  | Golden Gophers du Minnesota                 | 6-4                                         | Huskies de Michigan Tech                    | Denver           | University of Denver Arena                          |
| 1977  | Badgers du Wisconsin                        | 6-5 (Pr.)                                   | Golden Gophers du Minnesota                 | Détroit          | Olympia Stadium                                     |
| 1978  | Terriers de Boston                          | 5-3                                         | Eagles de Boston College                    | Providence       | Providence Civic Center                             |
| 1979  | Golden Gophers du Minnesota                 | 4-3                                         | Fighting Sioux du Dakota du Nord            | Détroit          | Olympia Stadium                                     |
| 1980  | Fighting Sioux du Dakota du Nord            | 5-2                                         | Wildcats de Northern Michigan               | Providence       | Providence Civic Center                             |
| 1981  | Badgers du Wisconsin                        | 6-3                                         | Golden Gophers du Minnesota                 | Duluth           | Duluth Entertainment Center                         |
| 1982  | Fighting Sioux du Dakota du Nord            | 5-2                                         | Badgers du Wisconsin                        | Providence       | Providence Civic Center                             |
| 1983  | Badgers du Wisconsin                        | 6-2                                         | Crimson d'Harvard                           | Grand Forks      | Ralph Engelstad Arena                               |
| 1984  | Falcons de Bowling Green (1)                | 5-4 (4 pr.)                                 | Bulldogs de Minnesota-Duluth                | Lake Placid      | Olympic Center                                      |
| 1985  | Engineers de Rensselaer (2)                 | 2-1                                         | Friars de Providence                        | Détroit          | Joe Louis Arena                                     |
| 1986  | Spartans de Michigan State                  | 6-5                                         | Crimson d'Harvard                           | Providence       | Providence Civic Center                             |
| 1987  | Fighting Sioux du Dakota du Nord            | 5-3                                         | Spartans de Michigan State                  | Détroit          | Joe Louis Arena                                     |
| 1988  | Lakers de Lake Superior State               | 4-3 (Pr.)                                   | Saints de St. Lawrence                      | Lake Placid      | Olympic Center                                      |
| 1989  | Crimson d'Harvard (1)                       | 4-3 (Pr.)                                   | Golden Gophers du Minnesota                 | Saint Paul       | St. Paul Civic Center                               |
| 1990  | Badgers du Wisconsin                        | 7-3                                         | Raiders de Colgate                          | Détroit          | Joe Louis Arena                                     |
| 1991  | Wildcats de Northern Michigan (1)           | 8-7 (3 pr.)                                 | Terriers de Boston                          | Saint Paul       | St. Paul Civic Center                               |
| 1992  | Lakers de Lake Superior State               | 4-2                                         | Badgers du Wisconsin                        | Albany           | Knickerbocker Arena                                 |
| 1993  | Black Bears du Maine                        | 5-4                                         | Lakers de Lake Superior State               | Milwaukee        | Bradley Center                                      |
| 1994  | Lakers de Lake Superior State (3)           | 9-1                                         | Terriers de Boston                          | Saint Paul       | St. Paul Civic Center                               |
| 1995  | Terriers de Boston                          | 6-2                                         | Black Bears du Maine                        | Providence       | Providence Civic Center                             |
| 1996  | Wolverines du Michigan                      | 3-2 (Pr.)                                   | Tigers de Colorado College                  | Cincinnati       | Riverfront Coliseum                                 |
| 1997  | Fighting Sioux du Dakota du Nord            | 6-4                                         | Terriers de Boston                          | Milwaukee        | Bradley Center                                      |
| 1998  | Wolverines du Michigan (9)                  | 3-2 (Pr.)                                   | Eagles de Boston College                    | Boston           | FleetCenter                                         |
| 1999  | Black Bears du Maine (2)                    | 3-2 (Pr.)                                   | Wildcats du New Hampshire                   | Anaheim          | Arrowhead Pond                                      |
| 2000  | Fighting Sioux du Dakota du Nord            | 4-2                                         | Eagles de Boston College                    | Providence       | Providence Civic Center                             |
| 2001  | Eagles de Boston College                    | 3-2 (Pr.)                                   | Fighting Sioux du Dakota du Nord            | Albany           | Pepsi Arena                                         |
| 2002  | Golden Gophers du Minnesota                 | 4-3 (Pr.)                                   | Black Bears du Maine                        | Saint Paul       | Xcel Energy Center                                  |
| 2003  | Golden Gophers du Minnesota (5)             | 5-1                                         | Wildcats du New Hampshire                   | Buffalo          | HSBC Arena                                          |
| 2004  | Pioneers de Denver                          | 1-0                                         | Black Bears du Maine                        | Boston           | FleetCenter                                         |
| 2005  | Pioneers de Denver                          | 4-1                                         | Fighting Sioux du Dakota du Nord            | Columbus         | Value City Arena at the Jerome Schottenstein Center |
| 2006  | Badgers du Wisconsin (6)                    | 2-1                                         | Eagles de Boston College                    | Milwaukee        | Bradley Center                                      |
| 2007  | Spartans de Michigan State (3)              | 3-1                                         | Eagles de Boston College                    | Saint-Louis      | Scottrade Center                                    |
| 2008  | Eagles de Boston College                    | 4-1                                         | Fighting Irish de Notre Dame                | Denver           | Pepsi Center                                        |
| 2009  | Terriers de Boston (5)                      | 4-3                                         | Redhawks de Miami                           | Washington       | Verizon Center                                      |
| 2010  | Eagles de Boston College                    | 5-0                                         | Badgers du Wisconsin                        | Détroit          | Ford Field                                          |
| 2011  | Bulldogs de Minnesota-Duluth                | 3-2 (Pr.)                                   | Wolverines du Michigan                      | Saint Paul       | Xcel Energy Center                                  |
| 2012  | Eagles de Boston College (5)                | 4-1                                         | Bulldogs de Ferris State                    | Tampa            | St. Pete Times Forum                                |
| 2013  | Bulldogs de Yale (1)                        | 4-0                                         | Bobcats de Quinnipiac (en)                  | Pittsburgh       | Consol Energy Center                                |
| 2014  | Dutchmen d'Union (1)                        | 7-4                                         | Golden Gophers du Minnesota                 | Philadelphie     | Wells Fargo Center                                  |
| 2015  | Friars de Providence (1)                    | 4-3                                         | Terriers de Boston                          | Boston           | TD Garden                                           |
| 2016  | Fighting Hawks du Dakota du Nord (8)        | 5-1                                         | Bobcats de Quinnipiac                       | Tampa            | Amalie Arena                                        |
| 2017  | Pioneers de Denver                          | 3-2                                         | Bulldogs de Minnesota-Duluth                | Chicago          | United Center                                       |
| 2018  | Bulldogs de Minnesota-Duluth                | 2-1                                         | Fighting Irish de Notre-Dame                | Saint Paul       | Xcel Energy Center                                  |
| 2019  | Bulldogs de Minnesota-Duluth (3)            | 3-0                                         | Minutemen de l'UMass                        | Buffalo          | KeyBank Center                                      |
| 2020  | Annulé en raison de la pandémie de Covid-19 | Annulé en raison de la pandémie de Covid-19 | Annulé en raison de la pandémie de Covid-19 | Détroit          | Little Caesars Arena                                |
| 2021  | Minutemen de l'UMass (1)                    | 5-0                                         | Huskies de St. Cloud State (en)             | Pittsburgh       | PPG Paints Arena                                    |
| 2022  | Pioneers de Denver (9)                      | 5-1                                         | Mavericks de Minnesota State (en)           | Boston           | TD Garden                                           |
| 2023  | Bobcats de Quinnipiac (en) (1)              | 3-2 (Pr.)                                   | Golden Gophers du Minnesota                 | Tampa            | Amalie Arena                                        |
| 2024  | Pioneers de Denver (10)                     | 2-0                                         | Eagles de Boston College                    | Saint Paul       | Xcel Energy Center                                  |
| 2025  | Broncos de Western Michigan (1)             | 6-2                                         | Terriers de Boston                          | Saint-Louis      | Enterprise Center                                   |
| 2026  |                                             |                                             |                                             | Las Vegas        | T-Mobile Arena                                      |

## Championnat de seconde division
La seconde division du championnat fut suspendue après la saison 1998-1999 en raison d'un manque de soutien financier des équipes universitaires participant à la compétition. La majorité des équipes restantes formèrent la conférence College Hockey America qui rejoignit par la suite la division 1.
| Année     | Champion        | Score               | Finaliste             | Remarque                                                |
| --------- | --------------- | ------------------- | --------------------- | ------------------------------------------------------- |
| 1978      | Merrimack       | 12-2                | Lake Forest           |                                                         |
| 1979      | Lowell          | 6-4                 | Mankato               |                                                         |
| 1980      | Mankato State   | 5-2                 | Elmira                |                                                         |
| 1981      | Lowell          | 5-4                 | Plattsburgh State     |                                                         |
| 1982      | Lowell          | 6-1                 | Plattsburgh State     |                                                         |
| 1983      | RIT             | 4-2                 | Bemidji State         |                                                         |
| 1984      | Bemidji State   | 6-3, 8-1            | Merrimack             | Deux matchs, le vainqueur est désigné au nombre de buts |
| 1985-1992 | N'a pas eu lieu | N'a pas eu lieu     | N'a pas eu lieu       | N'a pas eu lieu                                         |
| 1993      | Bemidji State   | 10-6, 5-0           | Mercyhurst            | Séries aux meilleurs des trois matchs                   |
| 1994      | Bemidji State   | 3-5, 2-1, 2-1 (Pr.) | Ala.-Huntsville       |                                                         |
| 1995      | Bemidji State   | 6-2, 5-4            | Mercyhurst            |                                                         |
| 1996      | Ala.-Huntsville | 7-1, 3-0            | Bemidji State         |                                                         |
| 1997      | Bemidji State   | 3-2, 4-2            | Ala.-Huntsville       |                                                         |
| 1998      | Ala.-Huntsville | 6-2, 5-2            | Bemidji State         |                                                         |
| 1999      | St. Michael's   | 4-4, 8-5            | New Hampshire College |                                                         |

## Championnat de troisième division
| Année | Champion                                    | Score                                       | Finaliste                                   |
| ----- | ------------------------------------------- | ------------------------------------------- | ------------------------------------------- |
| 1984  | Babson                                      | 8-0                                         | Union (N.Y.)                                |
| 1985  | RIT                                         | 5-1                                         | Bemidji State                               |
| 1986  | Bemidji State                               | 8-5                                         | Plattsburgh State 1                         |
| 1987  | Plattsburgh State 1                         | 8-3                                         | Oswego State                                |
| 1988  | Wisconsin à River Falls                     | 7-1, 3-5, 3-0                               | Elmira                                      |
| 1989  | Wisconsin à Stevens Point                   | 3-3, 3-2                                    | RIT                                         |
| 1990  | Wisconsin à Stevens Point                   | 10-1, 3-6, 1-0                              | Plattsburgh State                           |
| 1991  | Wisconsin à Stevens Point                   | 6-2                                         | Mankato State                               |
| 1992  | Plattsburgh State                           | 7-3                                         | Wisconsin à Stevens Point                   |
| 1993  | Wisconsin à Stevens Point                   | 4-3 (Pr.)                                   | Wisconsin à River Falls                     |
| 1994  | Wisconsin à River Falls                     | 6-4                                         | Wisconsin à Superior                        |
| 1995  | Middlebury                                  | 1-0                                         | Fredonia State                              |
| 1996  | Middlebury                                  | 3-2                                         | RIT                                         |
| 1997  | Middlebury                                  | 3-2                                         | Wisconsin à Superior                        |
| 1998  | Middlebury                                  | 2-1                                         | Wisconsin à Stevens Point                   |
| 1999  | Middlebury                                  | 5-0                                         | Wisconsin à Superior                        |
| 2000  | Norwich                                     | 2-1                                         | St.Thomas (Minn.)                           |
| 2001  | Plattsburgh State                           | 6-2                                         | RIT                                         |
| 2002  | Wisconsin à Superior                        | 3-2 (Pr.)                                   | Norwich                                     |
| 2003  | Norwich                                     | 2-1                                         | Oswego State                                |
| 2004  | Middlebury                                  | 1-0 (Pr.)                                   | St. Norbert                                 |
| 2005  | Middlebury                                  | 5-0                                         | St. Thomas (Minn)                           |
| 2006  | Middlebury                                  | 3-0                                         | St. Norbert                                 |
| 2007  | Oswego State                                | 4-3 (P)                                     | Middlebury                                  |
| 2008  | St. Norbert                                 | 2-0                                         | Plattsburgh State                           |
| 2009  | Neumann College                             | 4-1                                         | Gustavus Adolphus                           |
| 2010  | Norwich                                     | 2-1 (2 pr.)                                 | St. Norbert                                 |
| 2011  | St. Norbert                                 | 4-3                                         | Adrian                                      |
| 2012  | St. Norbert                                 | 4-1                                         | Oswego State                                |
| 2013  | Eau Claire                                  | 5-3                                         | Oswego State                                |
| 2014  | St. Norbert                                 | 3-1                                         | Wisconsin à Stevens Point                   |
| 2015  | Trinity College                             | 5-2                                         | Wisconsin à Stevens Point                   |
| 2016  | Wisconsin à Stevens Point                   | 5-1                                         | St. Norbert                                 |
| 2017  | Norwich                                     | 4-1                                         | Trinity College                             |
| 2018  | St. Norbert                                 | 3-2 (2 pr.)                                 | Salve Regina                                |
| 2019  | Wisconsin à Stevens Point                   | 3-2 (Pr.)                                   | Norwich                                     |
| 2020  | Annulé en raison de la pandémie de Covid-19 | Annulé en raison de la pandémie de Covid-19 | Annulé en raison de la pandémie de Covid-19 |
| 2021  | Annulé en raison de la pandémie de Covid-19 | Annulé en raison de la pandémie de Covid-19 | Annulé en raison de la pandémie de Covid-19 |
| 2022  | Adrian                                      | 5-2                                         | Geneseo State                               |
| 2023  | Hobart                                      | 3-2 (Pr.)                                   | Adrian                                      |
| 2024  | Hobart                                      | 2-0                                         | Trinity College                             |
| 2025  | Hobart                                      | 2-1 (Pr.)                                   | Utica                                       |

1 À la suite d'une infraction, l'équipe est disqualifiée.